# Aarre Merikanto
Aarre Merikanto est un compositeur et pédagogue finlandais, né à Helsingfors (Grand-duché de Finlande) le 29 juin 1893, décédé au même lieu (devenu Helsinki) le 28 septembre 1958.

## Biographie
Fils du compositeur Oskar Merikanto (1868-1924), il étudie le contrepoint et la composition, d'abord à l'Institut musical d'Helsingfors (future Académie Sibelius) en 1911 avec Erkki Melartin, puis au conservatoire de Leipzig (Allemagne) de 1912 à 1914 avec Max Reger, enfin au Conservatoire de Moscou (Russie) — où il découvre la musique d'Alexandre Scriabine — en 1915-1916 avec Sergueï Vassilenko.
Sa musique, influencée par Scriabine et Karol Szymanowski, d'abord d'un romantisme tardif (à l'instar de Reger), marquée tant par l'impressionnisme que par l'expressionnisme, s'orientera ensuite vers le néo-classicisme. On lui doit des pièces pour piano, pour orgue, de la musique de chambre, des œuvres avec orchestre (dont plusieurs concertos, trois symphonies, des compositions avec voix soliste(s) et/ou chœurs, dont des cantates), des mélodies pour voix et piano, deux opéras — le premier, œuvre de jeunesse, étant réputé perdu —, ainsi que diverses pièces chorales a cappella, pour chœurs mixtes ou chœur d'hommes ou chœur de femmes.
De son vivant, il sera assez peu reconnu comme compositeur (son compatriote Erkki Melartin connaîtra le même sort) : ainsi, dépité que son troisième concerto pour violon (datant de 1931) ne soit pas joué, il finira par détruire le manuscrit en 1955 (l'œuvre étant donc considérée comme perdue). Sinon, il enseignera à l'Académie Sibelius, où il sera professeur de composition à partir de 1951 et jusqu'à son décès prématuré en 1958 d'un cancer. Parmi ses élèves, mentionnons Einojuhani Rautavaara, Aulis Sallinen et Paavo Heininen (ce dernier fera beaucoup pour la redécouverte posthume de son ancien maître).

## Œuvres (sélection)

### Pièces pour piano
- 1916 : 4 pièces op. 13 (année de composition approximative, car non connue) ;
- 1919 : 6 pièces op. 20 ; Illusioni ; Pieni kertomus (Petit conte) ; Pièces héroïques (titre original), à quatre mains ;
- 1925 : Largo ;
- 1945 : Hämärän laulu (Chant du crépuscule) ;
- 1952 : Andante.

### Pièces pour orgue
- 1913 : Fugue ; Prélude et Fugue en mi bémol ;
- 1941 : Interlude ;
- 1943 : Prélude ;
- 1956 : Andante.

### Musique de chambre
- 1915 : Soitelma viululle ja pianolle (Musique pour violon et piano) ;
- 1916 : Cavatina pour violon et piano ;
- 1917 : Trio avec piano en la mineur ; Quatuor à cordes en mi majeur op. 17 ;
- 1922 : Andantino pour violon et piano ;
- 1925 : Schott Concerto pour violon, clarinette, cor et sextuor à cordes ;
- 1926 : Nonetto pour flûte, cor anglais, clarinette, piano et quintette à cordes ;
- 1931 : Sextuor à cordes (incomplet, reconstruit en 1993 par Paavo Heininen) ;
- 1933 : Andante elegiaco et Canzonetta pour violoncelle et piano ;
- 1936 : Partita pour deux flûtes, hautbois, deux clarinettes, basson et harpe ;
- 1939 : Quatuor à cordes en la mineur.

### Œuvres pour orchestre
- 1913 : Concerto no 1 pour piano en fa dièse mineur op. 3 ;
- 1914 : Sérénade pour orchestre à cordes, avec violoncelle solo ;
- 1915 : Teema, viisi muunnelmaa ja fuuga (Thème, cinq variations et fugue) op. 8 ; Concerto no 1 pour violon en sol mineur op. 9 ;
- 1916 : Symphonie no 1 en si mineur op. 5 ; Lemminkäinen, poème symphonique op. 10 (d'après l'épopée nationale du Kalevala) ;
- 1918 : Symphonie no 2 Sotasinfonia (Symphonie de guerre) en la majeur op. 19 ;
- 1919 : Concerto no 1 pour violoncelle en ré majeur op. 21 ;
- 1923 : Fantasia (Fantaisie) ;
- 1924 : Pan, poème symphonique op. 28 ;
- 1925 : Sarja (Suite) ; Concerto no 2 pour violon op. 30 ;
- 1926 : Konzertstück (pièce de concert) pour violoncelle et orchestre de chambre ;
- 1928 : Sinfoninen harjoitelma (Étude symphonique, incomplète, reconstruite en 1981 par Paavo Heininen) ;
- 1929 : Notturno, poème symphonique ;
- 1930 : 10 pièces ;
- 1931 : Partita, suite no 1 ; Concerto no 3 pour violon (réputé perdu, en raison de la destruction du manuscrit sus-visée) ;
- 1932 : 4 pièces ;
- 1934 : Neljä kansantanssia (4 danses folkloriques) et Tanssisarja (Suite de danses), arrangements de pièces populaires ;
- 1935 : Kyllikin ryöstö (L'Enlèvement de Kyllikki), musique de danses d'après le Kalevala ;
- 1936 : Kaksi harjoitelmaa (2 études) pour orchestre de chambre ; Suomalaisia kansansävelmää (4 mélodies folkloriques finlandaises) ; Suomalaisia kansantanhuja (2 danses folkloriques finlandaises), arrangements de pièces populaires ; Intrada ;
- 1937 : Scherzo ; 5 ugrilaista kansansävelmää (5 mélodies folkloriques ougriennes), suite no 1 ; Concerto no 2 pour piano ;
- 1938 : 5 ugrilaista kansansävelmää (5 mélodies folkloriques ougriennes), suite no 2 ;
- 1940 : Kolme tuokiokuvaa (3 impressions) ;
- 1941 : 2 pièces ;
- 1942 : Soitelma kesäyölle (Musique pour une nuit d'été) ;
- 1944 : Concerto no 2 pour violoncelle en ré mineur ;
- 1953 : Symphonie no 3 ;
- 1954 : Concerto no 4 pour violon Sateenkaari (L'Arc-en-ciel) ;
- 1955 : Concerto no 3 pour piano ;
- 1956 : Andante pour orchestre à cordes (autre version de la pièce éponyme pour orgue pré-citée, également de 1956).

### Œuvres vocales
- 1912 : Helena, opéra en un acte (réputé perdu, le compositeur l'ayant plus tard renié et détruit le manuscrit) ;
- 1914 : 2 chants pour voix et piano op. 7 ;
- 1916 : 2 chants pour voix et piano op. 14 ;
- 1919 : 2 chants pour voix et piano op. 22 ;
- 1922 : Juha (fi), opéra en trois actes pour soli, chœurs, danseurs et orchestre op. 25 ; Erkho et Syyssonetti (Sonnet d'automne), pour soprano et orchestre ;
- 1925 : Tavlor (Peintures), 2 chants pour mezzo-soprano et piano ;
- 1943 : Ukri, pour chœur d'hommes et orchestre ;
- 1947 : Hellaan laakeri (Le Laurier d'Hellas), hymne pour chœurs et orchestre ;
- 1948 : Juhlakantaatti (Cantate du Jubilé), pour soprano, ténor, chœurs et orchestre ;
- 1950 : Laulu meren kaupungista (Chant de la cité de la mer), cantate pour soprano, baryton, chœurs et orchestre ;
- 1952 : 7 chants pour voix et piano ;
- 1953 : Ihalempi, pour chœur d'hommes et orchestre ;
- 1956 : Genesis, pour soprano, chœurs et orchestre ; Tuhma, pour chœur d'hommes et orchestre.

## Sources
- (en + fi) Aarre Merikanto sur le site Finnish Music Information Centre.